# تيهومير بولات
تيهومير بولات هو لاعب كرة قدم كرواتي في مركز حراسة المرمى، ولد في 28 يوليو 1974 في شيبينيك في كرواتيا. لعب مع نادي رادنيتشكي سبليت ونادي رييكا ونادي سانت باولي.

## وصلات خارجية
- تيهومير بولات على موقع قاعدة بيانات كرة القدم.إي يو (الإنجليزية)
- تيهومير بولات على موقع بيانات كرة القدم. دي إي (الألمانية)
- تيهومير بولات على موقع Soccerway.com (الإنجليزية)
- تيهومير بولات على موقع عالم كرة القدم.نت (الإنجليزية)